# Friedrich Wilhelm von Haugwitz
Friedrich Wilhelm von Haugwitz (ur. 11 grudnia 1702 w Chróstniku, zm. 30 sierpnia 1765 w Miroslavskich Knínicach) – polityk austriacki; wysoki urzędnik państwowy, od 1742 starosta generalny Śląska (austriackiego), 1749–1760 dyrektor generalny zarządu i kamery, od 1753 naczelny kanclerz Królestwa Czech, od 1760 minister stanu ds. wewnętrznych; arystokrata, hrabia.

## Życiorys
Urodził się w rodzinnej posiadłości Haugwitzów, na zamku w Chróstniku k. Lubina, ówcześnie w Saksonii. W 1725 r. przeszedł na katolicyzm, co znacząco przyspieszyło jego karierę w administracji państwowej. W t.r. został urzędnikiem okręgowej administracji śląskiej, następnie kierował już departamentem podatków w zarządzie starościańskim we Wrocławiu. Podlegał wtedy bezpośrednio dyrektorowi Urzędu Zwierzchniego, reprezentującego, zwykle nieobecnego w zarządzie, starostę generalnego. W wyniku utraty Śląska przez Austrię na rzecz Prus na mocy porozumień kończących pierwszą wojnę śląską, Haugwitz musiał opuścić Wrocław w 1742 r. Następnie pełnił funkcję prezydenta Ślaska Austriackiego, czyli pozostałych przy Koronie Czeskiej ziem śląskich. Na tym stanowisku zreformował administrację terytorialną Śląska austriackiego. W 1743 r. przedstawił cesarzowej Marii Teresie plan reform finansów, mających na celu redukcję kontrybucji wojennych, uzyskując ich zwrot w ciągu dziesięciu lat. Jego koncepcja proponowała również rozdzielenie administracji i sądownictwa.
W wyniku niegospodarności w ziemiach Karyntii i Krainie, został oddelegowany w 1747 do ich usunięcia. Dwa lata później (1749) został dyrektorem generalnym zarządu i kamery (administracji i finansów). Zaprowadził podział na cyrkuły. Od 1753 pełnił funkcję naczelnego kanclerza Królestwa Czeskiego, a tym samym pierwszego kanclerza w historii monarchii habsburskiej. Po wojnie siedmioletniej Dyrekcja Zarządu i Kamery została rozwiązana, a Haugwitz zwolniony z urzędu. W 1760 został mianowany ministrem stanu ds. wewnętrznych w nowo utworzonej Radzie Stanu.
W trakcie pobytu na Morawach zachorował na czerwonkę, po czym zmarł 30 sierpnia 1765 w Miroslavskich Knínicach. Został pochowany 1 września t.r. w kościele św. Jana Chrzciciela w Náměšťi nad Oslavou. 19 lutego 1768 jego i małżonki szczątki zostały ponownie pochowane w tamtejszym kościele oo. Kapucynów.

## Znaczenie dla gospodarki
W 1752 r. nabył drogą kupna dobra bielskie, które następnie cesarzowa podniosła do rangi wolnego państwa stanowego. Szybko jednak zostało oddane w dzierżawę arystokratom dla doraźnych celów skarbu państwowego. W zamian za to Haugwitz otrzymał w dziedziczne posiadanie zamek, miasto i dobra Náměšť nad Oslavou na Morawach.
Na jego zaproszenie Johann Heinrich Gottlob von Justi – znany ekspert w Niemczech, przyjechał do Wiednia. Prawdopodobnie pod wpływem Haugwitza cesarzowa Maria Teresa założyła ekskluzywną szkołę administracji Theresianum. Haugwitz studiował najnowsze osiągnięcia ekonomii. Poznał m.in. pisma autorstwa Wilhelma von Schrödera, pod których silnym wpływem pozostawał, jako jeden z głównych praktyków kameralizmu.